# Володарське (Буздяцький район)
Волода́рське (рос. Володарское, башк. Володарский) — присілок у складі Буздяцького району Башкортостану, Росія. Входить до складу Кілімовської сільської ради.
Населення — 23 особи (2010; 21 у 2002).
Національний склад:
- татари — 90 %